# Lech Kaczyński
Lech Aleksander Kaczyński (pronunciat en polonès ˈlɛx alɛˈksandɛr kaˈtʂɨɲskʲi  escolta-ho (?·pàg.); 18 de juny de 1949 – 10 d'abril del 2010) fou President de Polònia del 2005 al 2010. Polític del partit Prawo i Sprawiedliwość (PiS), Kaczyński fou alcalde de Varsòvia des del 2002 fins al 22 de desembre del 2005, el dia abans de la seva presa de possessió com a president. Era bessó idèntic del que fou Primer ministre de Polònia i president del partit Llei i Justícia, Jarosław Kaczyński.
La relació amb el primer ministre Donald Tusk, escollit després de les eleccions parlamentàries poloneses de 2007 van ser dolentes per les diferents ideologies polítiques i l'ús del veto presidencial, amb el què Kaczyński va bloquejar la legislació redactada pel govern de Tusk, incloent la reforma de les pensions, els plans de zonificació agrícola i urbana i la reestructuració de la televisió estatal.
El 10 d'abril del 2010, ell i la seva muller Maria Kaczyńska moriren en l'accident del Tu-154 de la Força Aèria de Polònia, quan l'avió de la Força Aèria de la República de Polònia que els transportava intentava aterrar a Smolensk, Rússia. No hi hagué supervivents a l'avió, en el qual hi viatjaven personalitats del govern de Polònia per commemorar el 70è aniversari de la massacre de Katyn.